# それいけ!アンパンマン リリカル☆マジカルまほうの学校
『それいけ!アンパンマン リリカル☆マジカルまほうの学校』（それいけアンパンマン リリカルマジカルまほうのがっこう）は1994年7月16日公開の、映画『それいけ!アンパンマン』シリーズ通算第6作。同時上映作品は『それいけ！アンパンマン みんな集まれ！ アンパンマンワールド』（それいけアンパンマン みんなあつまれ アンパンマンワールド）。
全日本私立幼稚園連合会、社会福祉法人日本保育協会推薦作品。キャッチコピーは『友だち、いっぱい、夢いっぱい、あんこもいっぱいアンパンマン 夏はやっぱりぼくの映画』。

## 概要
本作は永丘昭典と矢野博之の共同監督作品となっており、矢野は初めて劇場版本編の監督を務めた（短編も含めれば1991年の『ドキンちゃんのドキドキカレンダー』が初）。
本作の強制変身はキャラクターによって各々異なる。
本作ではOPにおいてばいきんまんがアンパンマンに電信柱を倒そうとした際、アンパンマンが通り過ぎて更にばいきんまんの方に電信柱が倒れたり、魔女先生が大魔法の辞典を封印している扉の中に扉、さらにその扉の中にまた更にその扉があるなど、ドタバタかつコミカルなスラップスティックものの海外アニメを彷彿とさせるギャグパターンが多い。

## あらすじ
ある日、アンパンマンが海の上をパトロールしていると大きな雲を見つけた。そこは立派な魔女になるために魔法の勉強をする『まほうの学校』であった。生徒の1人で見習い魔女リリカとぶつかりそうになったところを助けたアンパンマン。
リリカは助けてもらったお礼に魔女先生から許可をもらいアンパンマンを送ることになった。リリカはそこでジャムおじさん達と仲良くなり、しょくぱんまんやどんぶりまんトリオに魔法を見せてあげた。その時、その様子を見ていたばいきんまんとドキンちゃんがまほうの学校へと向かい、転校生に扮したのだが、呪文は滅茶苦茶で薬も作れない。そのため先生を困らせていた。リリカはジャムおじさんの作ったパンの美味しさに先生や生徒たちに食べさせてもらおうとアンパンマンたちはアンパンマン号に乗ってリリカを送ることに。
その夜、ばいきんまんとドキンちゃんは先生の部屋に忍び寄り、先生が寝た時を見計らって、大魔法が使える魔法の本と、杖と眼鏡を奪うことに成功。ばいきんまんは大魔法を使い、学校を闇の世界にしてしまう。
魔法の島に到着したアンパンマン達は学校内で何かあったことに気づき学校の中に入るのだが、様々な罠が仕掛けられていた。ここでリリカは誰かが魔法を使っていることに気づいた。しかも先生や仲間達は、大魔法で別の姿に変えられてしまっていた。ジャムおじさん達も学校内での様々な罠に巻き込まれ別の姿に変えられてしまい、アンパンマンもやられてしまった。
リリカは1人でばいきんまんに立ち向かうことに…。果たしてリリカは、学校や仲間達を元に戻すことが出来るのだろうか…。

## 登場キャラクター（キャスト）
詳細はアンパンマンの登場人物一覧を参照。

### レギュラーキャラクター
アンパンマン
声 - 戸田恵子
主人公。ひょんなことからリリカと出会い彼女をパン工場に招待する。また、リリカの手当てをした際は本人曰く「ジャムおじさんに教えてもらった」らしい。ばいきんまんの大魔法で顔を濡らされ窮地に陥るが、リリカの協力もあり新しい顔で元気を取り戻し、ばいきんまんを打ち破った。ラストでは後姿だったものの他の面々と共にジャムおじさんの作ったパンを手に取り食べていた。
ジャムおじさん
声 - 増岡弘
ばいきんまんの大魔法で鍋にされたが、アンパンマンの新しい顔を焼くことに成功する。ラストでは魔法でパンを振る舞い、彼の作ったパンに魔女先生が「あなたは魔法使いだね」と感心した。
バタコさん
声 - 佐久間レイ
ばいきんまんの大魔法でフライパンにされた。
めいけんチーズ
声 - 山寺宏一
ばいきんまんの大魔法でブリキの玩具の犬にされた。
メロンパンナ
声 - かないみか
ばいきんまんの大魔法で絵画にされた。リリカとは同じくらいの身長で、帽子を被っている場合はリリカの方が高い。それ以来、仲良くなる。大魔法に苦戦して自信を失いかけたリリカを励ましたり、フォローしたりと前作に引き続きそれなりに活躍している。
しょくぱんまん
声 - 島本須美
ばいきんまんの大魔法で人形にされ、ドキンちゃんに抱きかかえられ振り回される。そのため、あまり活躍できなかったが、代わりに最初に魔法が解け、石柱巨大ばいきんまんによって崖から転落したドキンちゃんを助け「お人形を抱きしめる時は、もうちょっと優しくするといいですよ」と言い彼女を恥ずかしがらせた。
カレーパンマン
声 - 柳沢三千代
ばいきんまんの大魔法でかびるんるんに近い姿にされ、ホラーマンに檻に入れられてしまった（それでも動くことはできた）。魔法が解けた後は「もうかびるんるんにされるのはこりごりだ」と嫌がっていた。メロンパンナは「可愛かった」と評したがしょくぱんまんとチーズには不評だった。なお、『いのちの星のドーリィ』でもかびるんるんになっている（姿は大体同じだが多少違う）。一度、彼が動いたせいでリリカの魔法が使えなくなったこともある。
どんぶりまんトリオ
OPでSLマンと共に落ちそうになったり、しょくぱんまん号に轢かけたりと本作で2度も被害を受けている。
てんどんまん
声 - 坂本千夏
一度、彼が喋ったせいでリリカの魔法が使えなくなったこともある。
カツドンマン
声 - 三ツ矢雄二
リリカが魔女だと聞いたときには、「ミーも魔法の学校に通ったら、グレートな魔法使いになれるかなー」と言っていた。
かまめしどん
声 - 山寺宏一
リリカが魔女だということに感心していた。
ばいきんまん
声 - 中尾隆聖
騒動の黒幕。「バイコ」と名乗り魔法の学校に転入した。呪文は「バイカルマジカルレナナーレ」（学校に転入した際に「ムニャラ～」といった呪文を唱えたが効果なしで、先生に「前の学校ではこうだった」と誤魔化した）。魔法を使って一人でアンパンマンを追い詰め、その健闘ぶりは、ドキンちゃん曰く「しょくぱんまんの次に素敵」との事。最後はアンパンマンとリリカの連携によって形勢が逆転され敗北、大魔法も全て解かれた。
今作と次作『ゆうれい船をやっつけろ!!』ではドキンちゃん、ホラーマンと共に一番下にクレジットされている。
ドキンちゃん
声 - 鶴ひろみ
「ドキリーナ」と名乗り、ばいきんまんと共に魔法の学校へ潜入し、人形にされたしょくぱんまんを抱きかかえた。その後、石柱巨大ばいきんまんに崖から落とされるも魔法が解けたしょくぱんまんに助けられ「お人形を抱きしめる時は、もうちょっと優しくするといいですよ」と言われ、恥ずかしがって逃げてしまう。
ホラーマン
声 - 肝付兼太
最初に登場した時は、魔女先生にどこかへ飛ばされ出番が少なかったが、後に『悪い魔法の歌』のラストで登場し、出番が多くなる。大魔法で戦うばいきんまんを見て「今回のばいきんまんはいつもより強いですねぇ」と感心していた。気絶していたばいきんまんとドキンちゃんと一緒に「バイバイキーン」と言って帰った。
かびるんるん
ばいきんまんの大魔法で小型カレーパンマンに変身した。

### ゲストキャラクター
魔女先生（まじょせんせい）
声 - 増山江威子
性別 - 女
まほうの学校の先生。黒い服を着た高長身の女性。手に持っている魔法の杖で大魔法が使える。普段は鼻付きの眼鏡で老婆に変装していたが、素顔はとても若くて美人（ただし、素顔の時も老婆の声色を出す場面がある）。大魔法が使えるようになる魔法の本を保管しているのだが、これをばいきんまんに奪われ大騒動になってしまう。ばいきんまんの大魔法でピアノに変えられてしまう。初対面のアンパンマンを知っていた。授業に厳しくいつも無茶や失敗ばかりするリリカを叱っているが、大魔法に苦戦するリリカに助言するなど根は優しい。大魔法が解けたあとはリリカを褒めていたが、調子に乗ったリリカが再び大魔法を使おうとしたとき、「お前に大魔法は10年早い」と言い眼鏡と杖を取り上げ、魔法の本は再び保管した。その後は老婆の姿に戻っている（その際本人は「魔女は顔よりスタイルが大事」と語っている）。呪文は「マジョカルマジカルキエレサーレ」。
また、第33作の『ドロリンとバケ～るカーニバル』ではまっくろ魔王を倒した魔女として一瞬だけ登場している。
なお、彼女の声を担当した増山は、TVシリーズに登場する魔女の声を担当しているが、こちらは別人で無関係である。
魔女の生徒たち（まじょのせいとたち）
立派な魔女になる為に魔法の勉強をしている7人の生徒たち。魔法の箒が魔法の元でその箒に乗ると空を飛べる。
リリカ
声 - 松本梨香
性別 - 女
ゲスト主人公。まほうの学校の生徒でそばかすの少女。性格は自己中心的で生意気盛りだが、本当は優しくて勇気がある。オレンジ色の服に緑色の瞳、赤茶色の髪の毛を二つ結びにしている。学校のドアを壊したことがあるが、ジャムおじさんの作ったパンを他の生徒にも分けてあげようとする優しさも持つ。「だって、だって」が口癖で、他の生徒たちから「だってだってのリリカちゃん」とあだ名を付けられ、からかわれていた。垂直降下など無茶ばかりしているのでよく先生に罰として逆立ちをさせられているが、終盤でその降下がアンパンマンを助ける鍵となる。身長はメロンパンナと同じくらいだが、本人曰く「帽子があるとあたしの方が背が高い」らしい。呪文は「リリカルマジカルレナナーレ」。
他の6人と比べると魔法の腕はいまいちであり、唯一成功できるのはリンゴを鳩に変える魔法である。アンパンマンと出会って魔法の島の外にいたため一人だけ災難を逃れ、ばいきんまんに立ち向かうことになる。一度はばいきんまんの大魔法に苦戦し自信を無くすも、先生や仲間たちに励まさればいきんまんを打ち破り、大魔法も解いた。
ラストはアンパンマンに「頑張って一人前の立派な魔女になろうね」と励まされ、笑顔で頷き、アンパンマンたちに魔法の島を案内するため、箒に乗って他の面々と共に空を飛んで「魔法の学校、だーいすき!」と叫んで映画は幕を閉じる。
ピピ
声 - 冨永みーな
性別 - 女
まほうの学校の生徒で一番の年上。痩せ型で長身。成績が良く、クラス委員長。黒みがかった緑色の服、金髪の三つ編みで目の色は紺色。ドアにぶつかりそうになったリリカを注意したり、大魔法に苦戦するリリカに「だってだってはなし」と励ましたりと委員長らしく常に先頭に立ってフォローする。呪文は「ピピカルマジカルレナナーレ」。ばいきんまんの大魔法で箪笥に変えられてしまう。
ペペ
声 - 松井菜桜子
性別 - 女
まほうの学校の生徒でピピに次いで背が高い。面倒見が良く、幼いモモにとっては母親のような存在。また、モモが失神した直後にホラーマンに追いかけられた時は、彼女を抱えてみんなと同じペースで走っていた。紫色の服を着ており、茶髪のストレートヘアに薄紫の瞳。呪文は「ペペカルマジカルレナナーレ」。ばいきんまんの大魔法で机に変えられてしまう。
ポポ
声 - 三田ゆう子
性別 - 女
まほうの学校の生徒で小太りの女の子。食いしん坊で、授業中に魔法で食べ物を出しては先生に怒られている。黄色い服に青緑のパーマ、クラスの中で唯一眼鏡をかけている。「～だよ」や「～だよね」など口調が若干少年っぽい。当初は、よく無茶ばかりしているリリカに「だってだってのリリカちゃん」とあだ名を付けてからかっていたが、大魔法に苦戦するリリカに「いつもの向こう見ずなリリカなら何とかなる」と励まし、大魔法が解けてからは改心してからかわなくなった。呪文は「ポポカルマジカルレナナーレ」。ばいきんまんの大魔法でソファに変えられてしまい、カレーパンマンに座わられて重たがっていた。
ミミ
声 - 篠原恵美
性別 - 女
まほうの学校の生徒。性格はおしゃま。メメとは仲が良く、彼女からお姫様に変えるよう頼まれた時も素直に引き受けていた。赤い服に青紫の瞳、オレンジ色の天然パーマ。顔の輪郭や外見はほぼリリカによく似ているが、身長は少し高め。当初はポポと共にリリカの口真似をしてからかっていたが、大魔法に苦戦するリリカを励まし、大魔法が解けたあとはからかうのをやめた。呪文は「ミミカルマジカルレナナーレ」（一度、モモが間違えた）。ばいきんまんの大魔法で鞄に変えられてしまう。
メメ
声 - 横山智佐
性別 - 女
まほうの学校の生徒。水色の服にピピ同様金髪で、生徒の中で唯一目が小さい。ミミとは仲が良く彼女のそばにいることが多い。ミミにお姫様にされたが、「似合わない」と笑われた（本人曰く「趣味が悪い」）。呪文は「メメカルマジカルレナナーレ」。ばいきんまんの大魔法で壺に変えられてしまう。
モモ
声 - 白鳥由里
性別 - 女
まほうの学校で一番幼い生徒。桃色の服に茶髪の一つ結びで、黄色いリボンをしている。まだ小さいので甘えん坊。幼いのかお化けが苦手で、ホラーマンを目の当たりにした際は、顔を青ざめて失神したほどである。呪文は「モモカルマジカルレナナーレ」。ばいきんまんの大魔法でサッカーボールに変えられてしまい、リリカたちに「バイコに魔法をかけられた」と伝えた。
また、『ばいきんまんとハテナのとう』では彼女に似たキャラクターが登場していた（台詞はなし）。
石柱巨大ばいきんまん
ばいきんまんの大魔法で彼の姿に変身した石柱の巨人。大群でアンパンマンに襲いかかるが、リリカの活躍で魔法を解かれ、無数の鳩となって飛び去って行った。
ドアノブのカエル
声 - 三ツ矢雄二
大魔法で魔法学校のドアのドアノブになったカエル。リリカに握られ、一瞬ビビった彼女を嘲笑った。これに怒ったリリカに箒で殴られて魔法が解けて元に戻った。

### その他の登場キャラクター
SLマン（エスエルマン）
OPでどんぶりまんトリオと共に落ちかけたが、アンパンマンに助けられた。
みみせんせい
カバオくん
ピョン吉（ピョンきち）
ウサ子（うさ子）
ウサお
クマ太（クマた）
ネコ美（ネコみ）
ブタお
キーコ
ヤギ画伯（ヤギがはく）
くじらのクータン
魔法の島に向かうアンパンマンたちを見送る。
以上のキャラクターはOPと『ちいさな魔女』の挿入歌に背景として登場しており、台詞はない。

## 用語
魔法の島（まほうのしま）
雲の中に浮かぶ島。魔女先生やリリカ等の魔女が住んでいる。
魔法の学校（まほうのがっこう）
魔法の島にある学校。リリカやピピ達がこの学校で魔法の勉強をしている。固い黒パンやタンポポのサラダなどといったえげつない料理があり、カレーパンマンから「魔女ってすごいものを食べるんだな」と言われた。
魔法の箒
リリカたち生徒が使する魔法の元。飛行もできるが、リリカの箒は暴走する癖がある。
魔法道具
魔女先生が大魔法を使う時に使用する。
魔法の杖
魔女先生が大魔法に使う杖。乗って移動に使うだけでなく、失敗をやらかした生徒（主にリリカ）を叱る時に殴ったりもする。
魔法の本
大魔法の呪文が書かれた本。普段は盗まれないように厳重に保管されている。白紙だが、杖と眼鏡をかけることで呪文が書かれる。
魔法の眼鏡
魔女先生が変装する時に使う鼻付眼鏡。これをかけると大魔法の呪文を読むことができる。

### 乗り物
飛行船アンパンマン号（ひこうせんアンパンマンごう）
しょくぱんまん号
バイキンUFO（バイキンユーフォー）
ドキンUFO（ドキンユーフォー）

## スタッフ
- 制作総指揮 - 加藤俊三
- 企画 - 武井英彦
- 原作 - やなせたかし「リリカル・マジカル・まほうのがっこう」（フレーベル館刊）
- 脚本 - 翁妙子
- 音楽 - いずみたく、近藤浩章
- 主題歌 - 三木たかし
- キャラクターデザイン・作画監督 - 前田実
- 美術監督 - 横山幸博
- 撮影監督 - 長谷川肇
- 音響監督 - 山田悦司
- 音楽監督 - 鈴木清司
- 編集 - 鶴渕和子
- 制作担当 - 佐藤由紀（日本テレビ）
- 助監督 - 佐藤豊
- プロデューサー - 伊藤響、柳内一彦
- 監督 - 永丘昭典、矢野博之
- 原画 - 菖蒲隆彦、川越淳、伊東誠、星野絵美、牟田清司、大道博政、田村一彦、鈴木信一、徳田悦郎、若山佳治、宗崎暢芳
- 音響効果 - 糸川幸良
- 絵コンテ - 矢野博之、川越淳
- アシスタントプロデューサー - 小沢十光
- 文芸担当 - 小野田博之
- 制作協力 - スタジオ ジュニオ
- 製作 - 日本テレビ、松竹富士、東京ムービー新社、フレーベル館、バップ

## 楽曲
オープニング『アンパンマンのマーチ』
エンディング『勇気りんりん』
作詞：やなせたかし、作曲：三木たかし、歌：ドリーミング
挿入歌
『ちいさな魔女』
作詞：やなせたかし、作曲：浅田直、編曲：近藤浩章、歌：松本梨香
『悪い魔法の歌』
作詞：やなせたかし、作曲：堺泰馬、編曲：近藤浩章、歌：中尾隆聖、鶴ひろみ

## それいけ!アンパンマン みんな集まれ! アンパンマンワールド
『それいけ!アンパンマン リリカル☆マジカルまほうの学校』の同時上映作品。

### 概要
前回の『アンパンマンとゆかいな仲間たち』とほぼ同様の構成のオムニバス作品集。『こむすびまんとお祭りロボット』（こむすびまんとおまつりろぼっと）、『メロンパンナとあかちゃんまん』、『すすめ!アンパンマン号』（すすめあんぱんまんごう）の3本立てになっている。
本作ではAパート、Bパート開始前にアイキャッチが入り、ぜんまい仕掛けのおもちゃとなったアンパンマンとばいきんまんが登場、ばいきんまんがアンパンマンにボールを蹴ろうとして自滅する内容となっている。

### あらすじ
こむすびまんとお祭りロボット
- 脚本 - 日吉恵、監督 - 大賀俊二

こむすびまんがメインの話。夏祭りの準備をしていたどんぶりマントリオとこむすびまんの目の前に現れたのは、夏祭りの主催と名乗るおみこしまんとおばやしちゃんだった。アンパンマンや仲間たちも夏祭りに参加するが、これは変装したばいきんまんとドキンちゃんの罠だった。
メロンパンナとあかちゃんまん
- 脚本 - 中村修、監督 - 篠原俊哉

メロンパンナとあかちゃんまんとホラーマンがメインの話。若返りの泉にいたばいきんまんとドキンちゃん。彼らは青い水を浴びると大人（元の姿）、赤い水を浴びると赤ちゃんになってしまうという秘密を知った。そして、ばいきんまんはアンパンマン達に赤い水を浴びせ赤ちゃんに変身させる事を思いつく。
すすめ!アンパンマン号
ストーリーや台詞が一切ない、ミュージックビデオ仕立ての作品。アンパンマンシリーズの劇伴や挿入歌を担当し1992年5月11日に亡くなったいずみたくの遺作、「すすめ！アンパンマン号」をバックに今までの劇場版に登場したキャラクターが総出演する。そのため、メロンパンナは初めてナンダ・ナンダー姫やヤーダ姫、ちびごん等、第4作までの映画のゲストキャラクターと共演する。アンパンマンとなかまたちによるバージョンは今作でお披露目となった（それ以前はミュージカルで使用されたドリーミング版が流通していた）。

### 登場キャラクター（キャスト）

#### レギュラーキャラクター
アンパンマン
声 - 戸田恵子
本作ではばいきんまんを懲らしめようとするも、失敗に終わった。『こむすびまんとお祭りロボット』ではお祭りをめちゃくちゃにしようとするばいきんまんとドキンちゃんの二人を止めようとするも、強力ストップノリが塗られた浴衣で身動きが取れなくなった。『メロンパンナとあかちゃんまん』では赤い泉の水を模したスプレーを浴びた影響で赤ちゃんにされるが、真っ先に元の姿になったばいきんまんに攻撃された際、運よく青い泉に落下したため元の姿に戻り、しょくぱんまんやカレーパンマンと共にトリプルパンチで反撃に出るが、余力がなく倒れる結果になった。
ばいきんまん
声- 中尾隆聖
『こむすびまんとお祭りロボット』ではおみこしまんに変装し、おばやしちゃん（ドキンちゃん）と共にお祭りロボットに乗り込んで周囲を荒らしては食べ物を横取りしたが、それを許さないこむすびまんに成敗され、かまめしどんの叱咤で大破したおしるこちゃんの屋台を修理させられる。『メロンパンナとあかちゃんまん』では、アンパンマン達を赤ちゃんにする事を考え、赤い泉の水を入れそれを作戦としていたが、ドキンちゃんと共に（ホラーマンを除き）赤ちゃんになってしまう（TVアニメ第1話とデザインは同じだが、いたずらに失敗して悔しそうな顔の時のみ触覚が伸びたデザインになっていた）。その後、真っ先に青い泉の水に飛び込んだため元の姿に戻り、カニメカUFOロボで他の赤ちゃんを倒そうとしたが、結局はメロンパンナとあかちゃんまんにやられて赤い泉に落ち再び赤ちゃんになってしまい、ドキンちゃんに青い泉の水を浴びせられて元に戻りあかちゃんまんに破壊されたカニメカUFOロボに乗り立ち去った。
メロンパンナ
声 - かないみか
前年の同時上映が『かいけつゾロリ』だったため、本作が同時上映作品デビューとなる。
『メロンパンナとあかちゃんまん』ではメインとして登場。赤ちゃんになったみんなを護衛した。その後、真っ先に元に戻ったばいきんまんがあかちゃんまんを泣かせ激怒。ばいきんまんをメロメロパンチでメロメロにしてあかちゃんまんに逆転のチャンスを与えた。
ジャムおじさん
声 - 増岡弘
『メロンパンナとあかちゃんまん』では赤ちゃんにされた際、他のキャラクターに比べ容姿が大きく変わっており、髪の毛が茶髪になり、口ひげもなくなっている。
バタコさん
声 - 佐久間レイ
『メロンパンナとあかちゃんまん』では、赤ちゃんにされてしまった。
めいけんチーズ
声 - 山寺宏一
『こむすびまんとお祭りロボット』ではジャムおじさんに浴衣を褒められ恥ずかしがり、『メロンパンナとあかちゃんまん』ではばいきんまんによって先に赤ちゃんにされてしまったりした。
ドキンちゃん
声- 鶴ひろみ
『こむすびまんとお祭りロボット』ではおばやしちゃんに変装し、おみこしまん（ばいきんまん）とともに夏祭りをめちゃくちゃにした。『メロンパンナとあかちゃんまん』では、赤ちゃんになったしょくぱんまんを抱き抱えたが、メロンパンナとあかちゃんまんに投げられ、ばいきんまんと共に赤ちゃんになってしまい、ホラーマンに抱き抱えられた。その後、あかちゃんまんにやられて赤い泉に落ち再び赤ちゃんになったばいきんまんに青い泉の水を浴びせてあかちゃんまんに破壊されたカニメカUFOロボに載せ、ホラーマンとともに立ち去った。『すすめ!アンパンマン号』では落書きのドキンちゃんにしょくぱんまんを取られそうになった。
しょくぱんまん
声 - 島本須美
カレーパンマン
声 - 柳沢三千代
どんぶりまんトリオ
『こむすびまんとお祭りロボット』と『すすめ!アンパンマン号』のみ登場。『こむすびまんとお祭りロボット』ではおしるこちゃんの屋台の手伝いをする。
てんどんまん
声 - 坂本千夏
『こむすびまんとお祭りロボット』では夏祭りにスイカ割りをやろうと提案する。
カツドンマン
声 - 三ツ矢雄二
『こむすびまんとお祭りロボット』では夏祭りに美人コンテストをやろうと提案する。
かまめしどん
声 - 山寺宏一
『こむすびまんとお祭りロボット』では夏祭りに仮装大会をやろうと提案する。おしるこちゃんに「田舎のばあさま」から土産としておしんこをあげ、てんどんまんから「田舎ってどこにあるざんすか?」カツドンマンから「ばあさまって誰?」と言われ、ごまかした。お祭りロボットが倒された後は、一緒に巻き込まれたおしるこちゃんの屋台を修理するようばいきんまんとドキンちゃんを叱咤した。
ホラーマン
声 - 肝付兼太
『メロンパンナとあかちゃんまん』と『すすめ!アンパンマン号』のみ登場。『メロンパンナとあかちゃんまん』ではメインとして登場。赤ちゃんになったしょくぱんまんをドキンちゃんが可愛がっているのを見て悔しがったため、ばいきんまんに「赤ちゃんに焼き餅焼くな!」とつっこまれた。また、メロンパンナとあかちゃんまんに投げられた後、スプレーが自分にかかってしまうところを見てバイキンUFOから飛び降り自分の頭を持って逃げて行った。スプレーから逃げた後赤ちゃんになったドキンちゃんを見てメロメロとなり、抱き抱えた。その後、元に戻ったばいきんまん、ドキンちゃんの二人と共にあかちゃんまんに破壊されたカニメカUFOロボに乗って帰った。『すすめ!アンパンマン号』ではばいきんまんとドキンちゃんの二人が乗るもぐりんに乗り遅れて「私も連れてってくださ～い」と言っていた。

#### 『こむすびまんとお祭りロボット』の登場キャラクター
こむすびまん
声 - 林原めぐみ
「ひとくち村」に住む少年。突然現れたおみこしまんやおばやしちゃんに夏祭りの進行を無理やり任せた結果、アンパンマンや仲間共々ばいきんまんとドキンちゃんの悪戯に巻き込まれることになる。強力ストップノリが仕込まれた浴衣で身動きが取れなくなったが、うなぎまんとけむりうなぎのお陰で動けるようになり、周囲をめちゃくちゃに荒らすばいきんまんやドキンちゃんを成敗した。
おしるこちゃん
声 - 潘恵子
倒れたお祭りロボットの下敷きになりかけるがこむすびまんに助けられた。
かつぶしまん
声 - 大塚芳忠
夏祭りで鉄火巻きの出店を出す鉄火のマキちゃん目当てで、手打ち蕎麦の屋台を開く。マキちゃんに見惚れていたせいで火傷を負ってしまう。
おこのみやきまん
声 - 小野健一
たこ焼きの出店を出していたたこやきまんとどちらが売れるか争っていたが、うなぎまんに客を取られてしまう。
たこやきまん
声 - 岸野一彦
お好み焼きの出店を出していたおこのみやきまんとどちらが売れるか争っていたが、うなぎまんに客を取られてしまう。
鉄火のマキちゃん（てっかのマキちゃん）
声 - 島本須美
夏祭りで鉄火巻きの屋台を開いていた。
うなぎまん
声 - 小野健一
強力ストップノリが仕込まれた浴衣で身動きが取れなくなったが、蒲焼きの煙を団扇で仰ぐ程度は可能だったため、けむりうなぎを出す事ができた。
けむりうなぎ
お祭りロボットに吸い込まれてしまったが、間一髪でこむすびまんの浴衣を脱がせる事に成功した。
ヨーカンマダム
夏祭りで茶会を開いており、カバオくん達やこむすびまんを仰天させた。
忍者のニャンジャ（にんじゃのニャンジャ）
声 - 林原めぐみ
かつぶしまんとマキちゃんと共に、お祭りロボに立ち向かうが、強力ストップノリが仕込まれた浴衣で身動きが取れなくなった。
タイコマン
声 - 山寺宏一
夏祭りのジャマをしたばいきんまんとドキンちゃんに代わって櫓に上がり、「アンパンマン音頭'89」を流して盛り上げた。
カバオくん
声 - 山寺宏一

#### 『メロンパンナとあかちゃんまん』の登場キャラクター
あかちゃんまん
声 - 天野由梨
元々赤ちゃんなので赤い水が効かず、メロンパンナやホラーマンと共に赤ちゃんになったみんなを元に戻そうとする。しかし、最初に元に戻ったばいきんまんに一度はやられるも、メロンパンナがばいきんまんをメロメロパンチでメロメロにしてあかちゃんパンチで反撃し、ばいきんまんを赤い泉に落として再び赤ちゃんにした。

#### 『すすめ!アンパンマン号』の登場キャラクター
ナンダ・ナンダー姫（ナンダ・ナンダーひめ）
ナンカ・ヘンダー
マルデ・ヘンダー
ホワイトクリーム姫（ホワイトクリームひめ）
いちごのコック、カボチャのコック、メロンのコック、りんごのコック
ミシンさん
水の精ルナ（みずのせいルナ）
いろえんぴつまん
フラワー姫（フラワーひめ）
ヤーダ姫（ヤーダひめ）
レッサー
うずまきぱんた
あめだまぼうや
ふうせんかばさん
シャボンダマン
サンドイッチマン
マイマイの親子（マイマイのおやこ）
ドーナツマン
ベビードーナツ
おこさまランチくん
セニョール・マカロニーノ
タンゴ
ピザパイむすめ
マジカちゃん
ムッシュ・フランスパン
マドモアゼル・クレープ
らくがきこぞう
アイスマントリオ
ソフトクリームマン
アイスキャンデーマン
フラッペちゃん
妖精バック（ようせいバック）
シュガーぼうや
双子の流れ星（ふたごのながれぼし）
ねがい星（ねがいぼし）
かなえ星（かなえぼし）
Tシャツくん
ほうたいまん
土星ちゃん（どせいちゃん）
バケルくん
びっくりビクちゃん
パール王子（パールおうじ）
パール女王（パールじょおう）
クロワッサン姫（クロワッサンひめ）
みかづきまん
ダルマン
ジョーカー
ナンドバット
なまいきナマコ
レモンちゃん
ジューサーくん
バナナマン
パインちゃん
ドン・キ・ホタテ
わたあめじいさん
リーナちゃん
オルゴールマン
かざぐるまん
クッションマン
マイクマン
みずたま姫（みずたまひめ）
はるかぜさん
スポンジマン
チューリップさん
アネモネさん
ちびごん
すなおとこ
ばいきんまんにアンパンマンたちをやっつけるよう命令されるも、命令を無視して寝ていた。
クレヨンマン
金色の魚（きんいろのさかな）
本編ではアンパンマンとばいきんまんが見ていたが、こちらはアンパンマン号に乗ったメンバー全員が見ている。
ブロック王子（ブロックおうじ）
オリガ姫（オリガひめ）
ガランガラ大臣（ガランガラだいじん）
おりがみまん
つみき人（つみきじん）
つみきの兵隊（つみきのへいたい）
おりがみ人（おりがみじん）

#### エンディングに登場したキャラクター
おむすびまん
ひのたまこぞう
ぶたまんまん
かぜこんこん
えのぐぼうや
エンピツぼうや
アンコラ
ハンバーガーキッド
ばいきん仙人
ピョン吉
さくらもちねえさん　
ハムサンドくん
たまごサンドぼうや　　　
カツサンドくん

### バイキンメカ
お祭りロボット（おまつりロボット）
『こむすびまんとお祭りロボット』に登場。櫓の中に隠れていた体と神輿を被せていたばいきんまん型の顔が合体して出来たロボット。4本の手の掃除機で屋台の食べ物を吸い取る。脚はなく、胴体に車輪がついている。あらかじめ細工しておいた浴衣でみんなの動きを封じている間に食べ物を奪ったが、こむすびまんだけ脱出。戦闘となり、ビー玉攻撃で動きを封じられた隙に一発をつかれ大破されたが、後方に転落した為おしるこちゃんの屋台も巻き込むことになった。
強力トップノリ（きょうりょくストップノリ）
『こむすびまんとお祭りロボット』に登場。夏祭りの来場者に着せた浴衣に仕込んであった強力な糊。時間が経つと身動きが取れなくなる。
バイキンUFO
ドキンUFO
カニメカUFOロボ（カニメカユーフォーロボ）
『メロンパンナとあかちゃんまん』に登場。メロンパンナ、あかちゃんまん、あかちゃんアンパンマンたちを倒すためのバイキンUFOの変形ロボット。アンパンマンたちがまともに戦えなかったのもあり優勢だった。メロンパンナを捕まえたが破られ、最後はあかちゃんまんのあかちゃんパンチで破壊された。
もぐりん
『すすめ!アンパンマン号』に登場。ドキンちゃんがクレヨンの国で描いて誕生。クレヨンの国をラクガキだらけにするも、アンパンマン達に阻止され真っ二つにされてしまった。

### スタッフ
- 制作総指揮 - 加藤俊三
- 企画 - 武井英彦
- プロデューサー - 伊藤響、柳内一彦
- 原作 - やなせたかし
- 音楽 - いずみたく、近藤浩章
- 作画監督 - 大道博政
- 原画 - 阿部航、梶原賢二、増田清美、江原三枝子
- 制作協力 - スタジオ ジュニオ

### 楽曲
主題歌（エンディング）
『アンパンマンたいそう』
作詞：やなせたかし、魚住勉 作曲：馬飼野康二 編曲：近藤浩章 歌：ドリーミング
劇場版でドリーミングのものが使われるのは本作が初めて。TVシリーズの映像が元だが、背景がシンプルになっている。
挿入歌
『すすめ!アンパンマン号』
作詞：やなせたかし、作曲：いずみたく、編曲：近藤浩章 歌：戸田恵子、増岡弘、佐久間レイ、山寺宏一、かないみか、島本須美、柳沢三千代、坂本千夏、三ツ矢雄二、中尾隆聖、鶴ひろみ、肝付兼太
『アンパンマン音頭'89』
作詞：やなせたかし、作曲：いずみたく、編曲：近藤浩章 歌：ドリーミング、アンパン合唱団
『パンナのパンチ』
作詞：やなせたかし、作曲：高橋ひろ、編曲：近藤浩章
イントロとアウトロのみ使用。